# Thyropisthus orthurus
Thyropisthus orthurus är en mångfotingart som först beskrevs av Filippo Silvestri 1897.  Thyropisthus orthurus ingår i släktet Thyropisthus och familjen Harpagophoridae. Inga underarter finns listade i Catalogue of Life.